# Jarmo Mäkinen

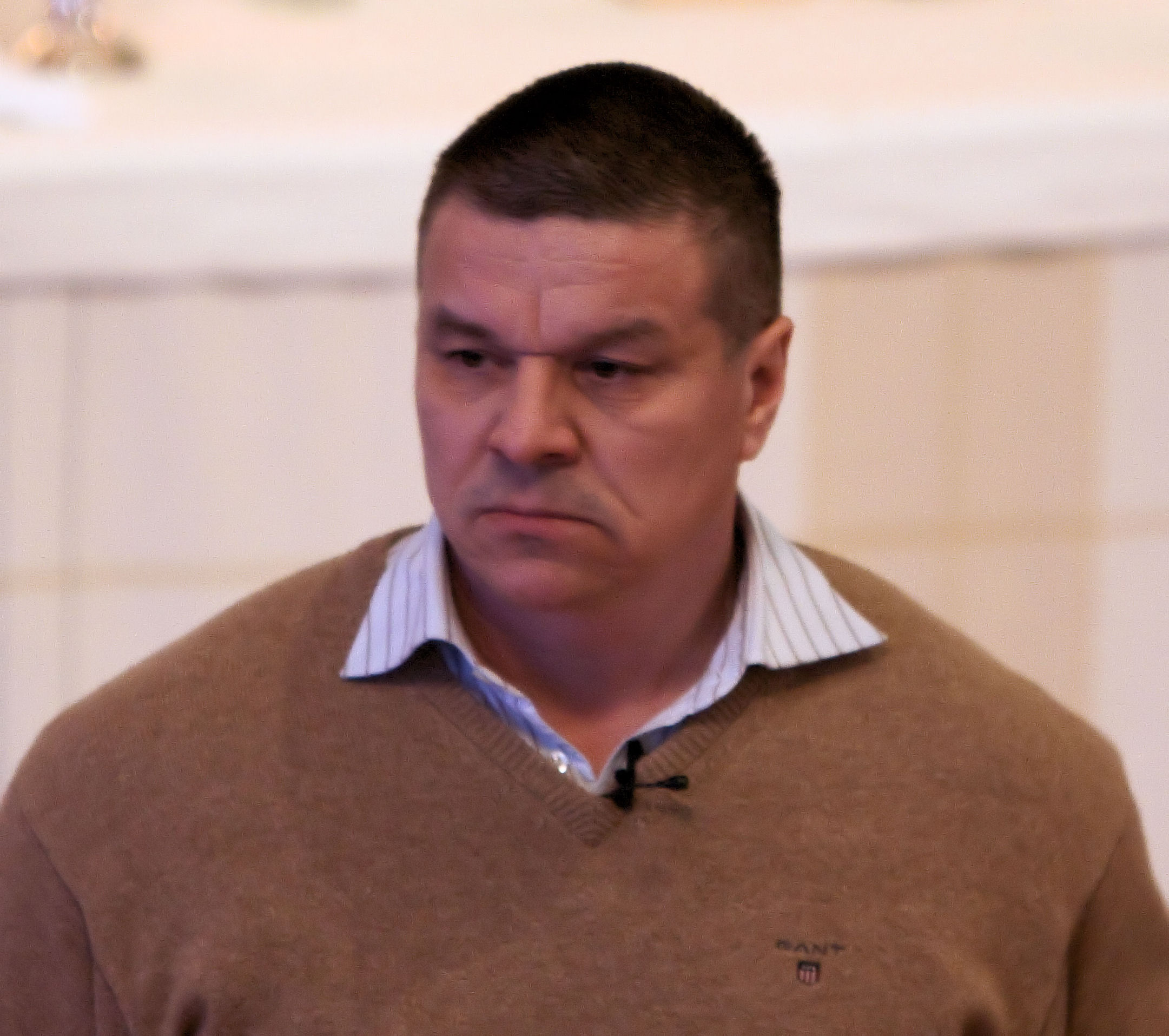
Jarmo Mäkinen (2009)

Jarmo Kalevi Mäkinen (* 29. Mai 1958 in Karstula, Finnland) ist ein finnischer Schauspieler.

## Leben
Seit seinem Filmdebüt in dem 1985 ausgestrahlten Theaterfilm Hamlet im finnischen Fernsehen spielte Mäkinen in über 70 Film und Fernsehproduktionen mit. Er war unter anderem in schwedischen Filmen wie Die Spur der Jäger, Populärmusik aus Vittula, Hollywoodfilmen wie Der Schakal und deutschen Fernsehfilmen wie Der Bär ist los! Die Geschichte von Bruno und Tatort: Tango für Borowski mit.
Mäkinen war von 1983 bis 1991 mit Ulla Laurion verheiratet und hat zwei gemeinsame Kinder mit ihr. Von 1991 bis 2005 lebte er mit der Schauspielerin Maria Kuusiluoma zusammen. Seitdem lebt er mit Milla Vehviläinen zusammen, mit der er einen gemeinsamen Sohn hat.

## Filmografie (Auswahl)
- 1995: Eine Hochzeit in Finnland (Kivenpyörittäjän kylä)
- 1996: Die Spur der Jäger (Jägarna)
- 1997: Der Schakal (The Jackal)
- 1998: Tommy und der Luchs (Poika ja ilves)
- 2003: Sibelius (Sibelius)
- 2003: Klaras Fall (Rånarna)
- 2004: Populärmusik aus Vittula (Populärmusik från Vittula)
- 2005: Im Zeichen des Mörders (Den utvalde)
- 2006: Baba‘s Car (Babas bilar)
- 2008: Kleine Hände, große Pfoten (Myrsky)
- 2009: Der Bär ist los! Die Geschichte von Bruno
- 2010: Tatort: Tango für Borowski
- 2012: Fegefeuer (Puhdistus)
- 2018: Operation Ragnarök
- 2019–2022: Nurses (Syke, Fernsehserie, 54 Folgen)